# Њу Трој (Мичиген)
Њу Трој (енгл. New Troy) насељено је место без административног статуса у америчкој савезној држави Мичиген.

## Демографија
По попису из 2010. године број становника је 497.
| Група             | 2000.    | 2010.       |
| Белци             | 0 (0,0%) | 466 (93,8%) |
| Афроамериканци    | 0 (0,0%) | 10 (2,0%)   |
| Азијати           | 0 (0,0%) | 2 (0,4%)    |
| Хиспаноамериканци | 0 (0,0%) | 5 (1,0%)    |
| Укупно            | 0        | 497         |